# Sitnåivetjärnarna
Sitnåivetjärnarna är varandra näraliggande sjöar i Jokkmokks kommun i Lappland som ingår i Luleälvens huvudavrinningsområde:
- Sitnåivetjärnarna (Jokkmokks socken, Lappland, 737746-169742), sjö i Jokkmokks kommun, 66°25′58″N 20°13′51″Ö / 66.4328°N 20.2309°Ö
- Sitnåivetjärnarna (Jokkmokks socken, Lappland, 737759-169781), sjö i Jokkmokks kommun, 66°26′07″N 20°14′41″Ö / 66.4354°N 20.2446°Ö (8,47 ha)